# Список птахів Маршаллових Островів
Це перелік видів птахів, зафіксованих на території Маршаллових Островів. Авіфауна Маршаллових Островів налічує загалом 107 видів, з яких 3 були інтродуковані людьми.

## Позначки
Наступні теги використані для виділення деяких категорій птахів.
- (А) Випадковий — вид, який рідко або випадково трапляється на Маршаллових островах
- (I) Інтродукований — вид, завезений до Маршаллових островів як наслідок прямих чи непрямих людських дій
- (Ex) Локально вимерлий — вид, який більше не трапляється на Маршаллових островах, хоча його популяції існують в інших місцях

## Гусеподібні(Anseriformes)
Родина: Качкові (Anatidae)
- Гуска біла, Anser caerulescens (A)
- Казарка мала, Branta hutchinsii (A)
- Чирянка велика, Spatula querquedula (A)
- Широконіска північна, Spatula clypeata
- Свищ євразійський, Mareca penelope (A)
- Шилохвіст північний, Anas acuta
- Чирянка мала, Anas crecca (A)
- Попелюх довгодзьобий, Aythya valisineria (A)
- Чернь чубата, Aythya fuligula (A)

## Куроподібні(Galliformes)
Родина: Фазанові (Phasianidae)
- Курка банківська, Gallus gallus (I)

## Голубоподібні(Columbiformes)
Родина: Голубові (Columbidae)
- Тілопо косрейський, Ptilinopus hernsheimi (Ex)
- Пінон мікронезійський, Ducula oceanica

## Зозулеподібні(Cuculiformes)
Родина: Зозулеві (Cuculidae)
- Коель новозеландський, Urodynamis taitensis

## Серпокрильцеподібні(Apodiformes)
Родина: Серпокрильцеві (Apodidae)
- Серпокрилець сибірський, Apus pacificus

## Журавлеподібні(Gruiformes)
Родина: Пастушкові (Rallidae)
- Погонич білобровий, Poliolimnas cinereus (A)

## Сивкоподібні(Charadriiformes)
Родина: Чоботарові (Recurvirostridae)
- Кулик-довгоніг чорнокрилий, Himantopus himantopus (A)
- Кулик-довгоніг строкатий, Himantopus leucocephalus (A)
- Himantopus mexicanus (A)

Родина: Сивкові (Charadriidae)
- Сивка морська, Pluvialis squatarola
- Сивка бурокрила, Pluvialis fulva
- Пісочник монгольський, Charadrius mongolus
- Пісочник товстодзьобий, Charadrius leschenaultii (A)
- Пісочник великий, Charadrius hiaticula (A)
- Пісочник канадський, Charadrius semipalmatus (A)

Родина: Баранцеві (Scolopacidae)
- Кульон аляскинський, Numenius tahitiensis
- Кульон середній, Numenius phaeopus
- Грицик малий, Limosa lapponica
- Грицик великий, Limosa limosa
- Грицик канадський, Limosa haemastica (A)
- Крем'яшник звичайний, Arenaria interpres
- Побережник ісландський, Calidris canutus (A)
- Брижач, Calidris pugnax (A)
- Побережник гострохвостий, Calidris acuminata
- Побережник червоногрудий, Calidris ferruginea (A)
- Побережник рудоголовий, Calidris ruficollis (A)
- Побережник білий, Calidris alba
- Побережник чорногрудий, Calidris alpina (A)
- Побережник малий, Calidris minuta (A)
- Жовтоволик, Calidris subruficollis (A)
- Побережник арктичний, Calidris melanotos
- Неголь довгодзьобий, Limnodromus scolopaceus (A)
- Баранець японський, Gallinago hardwickii (A)
- Баранець звичайний, Gallinago gallinago (A)
- Набережник плямистий, Actitis macularia (A)
- Коловодник попелястий, Tringa brevipes
- Коловодник аляскинський, Tringa incanus
- Коловодник строкатий, Tringa melanoleuca (A)
- Коловодник великий, Tringa nebularia (A)
- Коловодник жовтоногий, Tringa flavipes (A)
- Коловодник ставковий, Tringa stagnatilis (A)
- Коловодник болотяний, Tringa glareola

Родина: Дерихвостові (Glareolidae)
- Дерихвіст забайкальський, Glareola maldivarum (A)

Родина: Поморникові (Stercorariidae)
- Поморник середній, Stercorarius pomarinus

Родина: Мартинові (Laridae)
- Leucophaeus atricilla (A)
- Мартин ставковий, Leucophaeus pipixcan (A)
- Мартин делаверський, Larus delawarensis (A)
- Крячок бурий, Anous stolidus
- Крячок атоловий, Anous minutus
- Крячок сірий, Anous ceruleus
- Крячок білий, Gygis alba
- Крячок строкатий, Onychoprion fuscatus
- Крячок полінезійський, Onychoprion lunatus
- Крячок бурокрилий, Onychoprion anaethetus (A)
- Крячок малий, Sternula albifrons
- Крячок чорнодзьобий, Gelochelidon nilotica (A)
- Крячок білокрилий, Chlidonias leucopterus (A)
- Крячок індонезійський, Sterna sumatrana
- Крячок річковий, Sterna hirundo
- Крячок жовтодзьобий, Thalasseus bergii

## Фаетоноподібні(Phaethontiformes)
Родина: Фаетонові (Phaethontidae)
- Фаетон білохвостий, Phaethon lepturus
- Фаетон червонохвостий, Phaethon rubricauda

## Буревісникоподібні(Procellariiformes)
Родина: Альбатросові (Diomedeidae)
- Альбатрос гавайський, Phoebastria immutabilis
- Альбатрос чорноногий, Phoebastria nigripes
- Альбатрос жовтоголовий, Phoebastria albatrus

Родина: Океанникові (Oceanitidae)
- Океанник Вільсона, Oceanites oceanicus

Родина: Качуркові (Hydrobatidae)
- Качурка північна, Oceanodroma leucorhoa
- Качурка мадерійська, Oceanodroma castro

Родина: Буревісникові (Procellariidae)
- Тайфунник кермадецький, Pterodroma neglecta
- Тайфунник Соландра, Pterodroma solandri
- Тайфунник Піла, Pterodroma inexpectata
- Тайфунник тихоокеанський, Pterodroma externa
- Тайфунник бонінський, Pterodroma hypoleuca
- Тайфунник австралійський, Pterodroma nigripennis
- Тайфунник Кука, Pterodroma cookii
- Тайфунник Штейнегера, Pterodroma longirostris
- Бульверія тонкодзьоба, Bulweria bulwerii
- Тайфунник таїтійський, Pseudobulweria rostrata
- Буревісник світлоногий, Ardenna carneipes
- Ardenna pacifica
- Буревісник Бюлера, Ardenna bulleri
- Буревісник сивий, Ardenna griseus
- Буревісник тонкодзьобий, Ardenna tenuirostris
- Буревісник острівний, Puffinus nativitatis
- Буревісник реюньйонський, Puffinus bailloni

## Сулоподібні(Suliformes)
Родина: Фрегатові (Fregatidae)
- Фрегат-арієль, Fregata ariel
- Фрегат тихоокеанський, Fregata minor

Родина: Сулові (Sulidae)
- Сула жовтодзьоба, Sula dactylatra
- Сула білочерева, Sula leucogaster
- Сула червононога, Sula sula

## Пеліканоподібні(Pelecaniformes)
Родина: Чаплеві (Ardeidae)
- Чепура тихоокеанська, Egretta sacra
- Чапля єгипетська, Bubulcus ibis

## Совоподібні(Strigiformes)
Родина: Совові (Strigidae)
- Сова болотяна, Asio flammeus

## Сиворакшоподібні(Coraciiformes)
Родина: Рибалочкові (Alcedinidae)
- Альціон священний, Todiramphus sanctus

## Горобцеподібні(Passeriformes)
Родина: Ластівкові (Hirundinidae)
- Ластівка сільська, Hirundo rustica

Родина: Бюльбюлеві (Pycnonotidae)
- Бюльбюль червоночубий, Pycnonotus cafer (I)

Родина: Шпакові (Sturnidae)
- Майна індійська, Acridotheres tristis (Ex)

Родина: Горобцеві (Passeridae)
- Горобець польовий, Passer montanus (I)